# Papeterie armoricaine morlaisienne
La Papeterie armoricaine morlaisienne, abrégée en PAM, est un bâtiment situé à Brest, dans le quartier de Brest centre, à proximité de la rue de Siam. S'étendant sur 3200 mètres carrés et trois niveaux, l'ancienne imprimerie est devenue depuis 2023 un tiers-lieu culturel et commercial.

## L'imprimerie
En 1928, Édouard Le Bris fonde son imprimerie, les Papeteries Armoricaines, dans les actuels locaux de la PAM. En 1941, pour éviter les bombardements liés à la guerre, l'imprimerie déménage à Morlaix. En 1957, l'entreprise revient dans ses locaux d'origines, désormais sous le nom de Papeterie armoricaine morlaisienne.
L'imprimerie produisait notamment des affiches publicitaires, des documents administratifs, l'édition d'ouvrages littéraires et scientifiques, et des étiquettes de vins de table.
En 2018, le tribunal de commerce prononce la liquidation judiciaire de l'entreprise. Après 90 ans d'activité, l'imprimerie ferme ses portes.

## Le tiers-lieu
La PAM rouvre en janvier 2023, en tant que tiers-lieu mêlant plusieurs espaces culturels et commerciaux. L'espace affiche une fréquentation de 500 à 600 personnes les samedis.
Les locaux s'étendent sur trois niveaux, dans lesquels on peut notamment retrouver
- des commerces locaux (dont une papeterie, la boulangerie Le Four de Babel, la librairie Sapristi)
- des restaurants (le Lokal, les Maraîchers, les Chanceux)
- des bars (le Social Club, le Lokal)
- des ateliers-galeries (le sous-marin de Minuit, l'atelier de Thomas Godin)
- une salle et école de danse (les Pieds Nus)
- des espaces de co-working et de réunions[2]

La PAM contient également un espace musée, consacré à l'imprimerie. On y trouve une collection de machines de différentes époques, comme des presses typographiques des années 30-40, ainsi qu'une collection de 3000 pierres, qui servaient à l'impression d'étiquettes.